# Alcyone (astronomia)
Alcyone o Alcione (η Tau / η Tauri / Eta Tauri) è un sistema stellare nella costellazione del Toro; si tratta della stella più luminosa dell'ammasso aperto delle Pleiadi e giace ad una distanza di circa 440 anni luce da noi. Il suo nome proprio deriva dalla figura mitologica Alcione, una delle Pleiadi.

## Osservazione

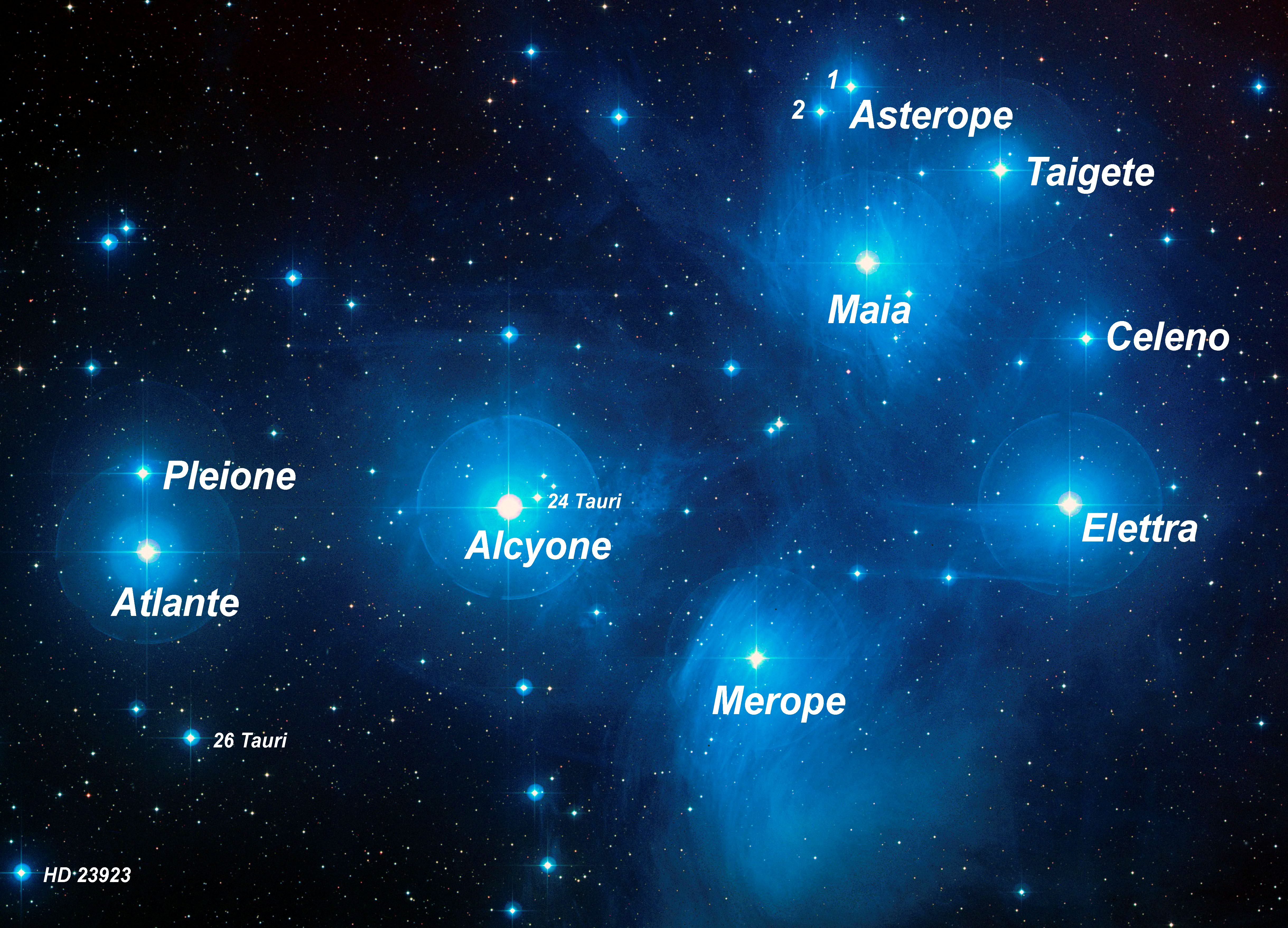
La posizione di Alcyone nelle Pleiadi.

Come le altre stelle delle Pleiadi si trova a nord dell'equatore celeste, nell'emisfero boreale; la sua declinazione è pari a circa 24°N, pertanto è sufficientemente vicina all'equatore celeste da risultare osservabile da tutte le aree popolate della Terra, fino al circolo polare antartico. A nord del circolo polare artico appare invece circumpolare, mentre nei pressi del Tropico del Cancro si può osservare allo zenit. Il periodo migliore per la sua osservazione va dalla metà dell'autunno all'inizio della primavera nell'emisfero nord, mentre dall'emisfero sud è un oggetto tipico del cielo estivo.
Data la sua magnitudine, pari a +2,8, è facilmente osservabile anche dai centri urbani moderatamente afflitti da inquinamento luminoso.

## Descrizione
La componente primaria, Alcyone A, è una gigante azzurra con una magnitudine apparente di 2,85; è una binaria ad eclisse e la separazione fra le due componenti è di 0,031 secondi d'arco, pari alla distanza che intercorre fra il Sole e il pianeta Giove, orbitando attorno al baricentro del sistema in 831 giorni. La più luminosa delle due componenti è a sua volta una binaria spettroscopica; una stella di piccola massa (0,26 M⊙) orbita attorno alla principale di classe B7III in 4,17 giorni.
Alcyone Aa ha una luminosità di 1400 volte superiore a quella del Sole ed una temperatura di 13000 K; il tipo spettrale è B7 IIIe, ossia è una gigante blu che presenta linee di emissione. Possiede una massa di circa 6 M☉, con un raggio quantificato in 8 R☉. La sua alta velocità di rotazione, pari a 215 km/s, ha creato un disco di gas orbitante attorno alla stella stessa all'altezza dell'equatore, tipico delle stelle Be, categoria della quale Alcyone A fa parte. In definitiva Alcyone A sembra essere una stella tripla.
Alcyone A è orbitata da tre compagne: Alcyone B e Alcyone C sono entrambe delle stelle bianche di sequenza principale di ottava magnitudine e sono rispettivamente separate da 117 e 181 secondi d'arco; Alcyone D è invece una nana bianco-gialla di classe spettrale F, a 191 secondi d'arco dalla primaria, e possiede una magnitudine di 8,7. Alcyone C è classificata come variabile Delta Scuti e la sua luminosità varia da 8,25 a 8,30 in un periodo di 1,13 ore.
Nonostante facciano parte dello stesso ammasso e abbiano origine e moto in comune nello spazio, non è chiaro se B, C e D siano ancora effettivamente legate ad A, in quanto la separazione reale da A, alla distanza delle Pleiadi, è di un quarto di anno luce per B, e maggiore per le altre due compagne visuali.